# Te Umanibong

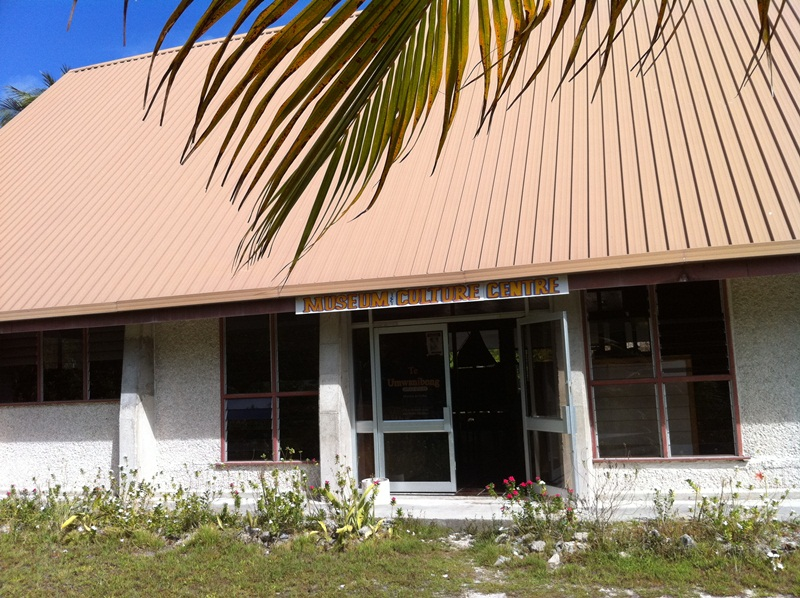
Te Umanibong, Museumshaus

Te Umanibong (in neuerer Schreibung auch Umwanibong genannt), das Kiribati National Cultural Centre and Museum, ist der Name eines Völkerkundemuseums des Staates 
Kiribati. Es liegt im Zentrum von Bikenibeu und damit in der Mitte der Hauptstadt South Tarawa. Das Wort setzt sich zusammen aus uma ni bong, auf Deutsch etwa 'Sternenhaus'. Verwaltungstechnisch untersteht es als Kulturbereich dem kiribatischen Ministerium für Innere und Soziale Angelegenheiten. Derzeitiger Leiter ist Ten Tekautu Ioane.
International ist es eines der kleinsten Häuser im Bereich der Volkskundemuseen und zeigt rund 250 Ausstellungsstücke, Artefakte mit geschichtlicher und kultureller Bedeutung; dazu bietet es rund 1.500 Objektnachweise aus anderen Sammlungen. Es wird somit andernorts inhaltlich durch Ausstellungsstücke aus den Sammlungen in der Südseeabteilung des Ethnologischen Museums in Berlin, dem Peabody-Museum, dem Bernice P. Bishop Museum auf Hawaii und anderen Einrichtungen in Australien und Neuseeland ergänzt. Neben dem Museumsgebäude zeigt Te Umanibong auch ein traditionelles Versammlungshaus, das Maneaba (Manweaba).
Es ist der Pacific Islands Museums Association (PIMA) und dem Council of Pacific Arts (CPA) angeschlossen.